# ريكاردو بيدريل
ريكاردو بيدريل (بالإسبانية: Ricardo Pedriel) (19 يناير 1987 بوليفيا - ) هو لاعب كرة قدم بوليفي، يلعب كمهاجم.

## وصلات خارجية
ريكاردو بيدريل على موقع اتحاد تركيا (لاعب) (الإنجليزية)
- ريكاردو بيدريل على موقع قاعدة بيانات كرة القدم.إي يو (الإنجليزية)
- ريكاردو بيدريل على موقع ناشيونال فوتبول تيمز (الإنجليزية)
- ريكاردو بيدريل على موقع Soccerway.com (الإنجليزية)
- ريكاردو بيدريل على موقع عالم كرة القدم.نت (الإنجليزية)
- ريكاردو بيدريل على موقع AS.com (الإسبانية)